# Waddesdon Manor
Waddesdon Manor est un château anglais situé dans le village de Waddesdon, dans le comté de Buckinghamshire, au nord-ouest de Londres, en Angleterre. Propriété du National Trust, il est géré par la Fondation Rothschild, une fiducie de bienfaisance Rothschild, supervisée par Jacob Rothschild. Il a reçu plus de 463 000 visiteurs en 2019.
La maison classée Grade I a été construite dans un style principalement néo-Renaissance, copiant les caractéristiques individuelles de plusieurs châteaux français, entre 1874 et 1889, pour le baron Ferdinand de Rothschild (1839–1898) comme résidence de week-end pour se divertir et pour abriter sa collection d'arts et antiquités. Le manoir et le domaine ont traversé trois générations de la famille Rothschild, le contenu de la maison s'est enrichi pour devenir l'une des collections les plus rares et les plus précieuses au monde. En 1957, Jimmy de Rothschild a légué le château et son contenu au National Trust, ouvrant la maison et les jardins au grand public. Fait inhabituel pour une propriété du National Trust, la famille de Jimmy de Rothschild, le donateur, gère la demeure et continue d'investir dans la propriété.
Situé dans le Aylesbury Vale, à 6,6 milles (10,6 km) à l'ouest d'Aylesbury, Waddesdon Manor a remporté la catégorie Grande attraction touristique de l'année de Visit England en 2017.

## Histoire

### 1874–1898
En 1874, le baron Ferdinand de Rothschild achète le domaine agricole de Waddesdon à John Spencer-Churchill (7e duc de Marlborough) avec l'argent hérité de son père Anselm von Rothschild. Il connait le domaine grâce à la chasse au renard pratiquée dans la localité. Au moment de l'achat, le domaine n'a ni demeure, ni parc, ni jardin. Le site du futur manoir est une colline dénudée. Connu sous le nom de Lodge Hill, il a été dépouillé de son bois par le duc de Marlborough appauvri avant la vente. Au cours des trois années suivantes, le sommet de la colline est nivelé ; finalement, le 18 août 1877, la première pierre est posée.
La première fête y a lieu en mai 1880 avec sept des amis masculins proches de Ferdinand de Rothschild qui profitent d'un feu d'artifice. Lorsque, enfin, la maison principale est prête en 1883, Rothschild invite 20 invités à rester. Avant sa mort prématurée en 1898, les week-ends entre mai et septembre, il reçoit de nombreux invités importants dont le futur roi Édouard VII. 14 à 20 invités participent généralement aux fêtes qui ont lieu,.
Les invités soulignent le niveau de luxe du service fourni par les 24 employés de maison. En 1890, la reine Victoria demande exceptionnellement à s'y rendre en visite. Elle est impressionnée par la beauté de la demeure et du parc ainsi que par la capacité de Ferdinand de Rothschild à gérer tranquillement les événements de la journée. Elle est cependant plus impressionnée par l'éclairage électrique à l'intérieur du manoir que par les merveilles du parc, conçues pour ressembler à des bougies dans les lustres ; il est rapporté qu'elle demande que la pièce soit assombrie pour être pleinement témoin de l'effet. Fascinée par l'invention qu'elle n'avait jamais vue auparavant, elle aurait passé dix minutes à allumer et éteindre un nouveau lustre électrifié du XVIIIe siècle.

### 1898–1957
A la mort du baron Ferdinand en 1898, la maison revient à sa sœur Alice de Rothschild. Elle considère Waddesdon comme un mémorial de son frère et s'engage à le préserver. Elle enrichit les collections, en particulier avec des meubles et des tapis aux provenances royales françaises, de la porcelaine de Saxe, des costumes et des armures.
La collection d'œuvres d'art de la Renaissance et une collection d'armes du baron Ferdinand sont toutes deux léguées au British Museum, comme Waddeston Bequest (legs Waddeston).
Après la mort d'Alice de Rothschild en 1922, la propriété et les collections passent à son petit-neveu français Jimmy de Rothschild, qui est marié à une Anglaise, Dorothy Pinto. Jimmy enrichit le manoir avec des objets provenant des collections de son défunt père, le baron Edmond de Rothschild.
Jimmy et Dorothy organisent un rassemblement du Parti libéral à Waddesdon en 1928, où David Lloyd George s'adresse à la foule. Pendant la Seconde Guerre mondiale, des enfants de moins de cinq ans sont évacués de Croydon et vivent à Waddesdon Manor, la seule fois où des enfants vivent dans la maison. Jimmy et Dorothy donnent également l'asile à un groupe de garçons juifs de Francfort .

### 1957–1997

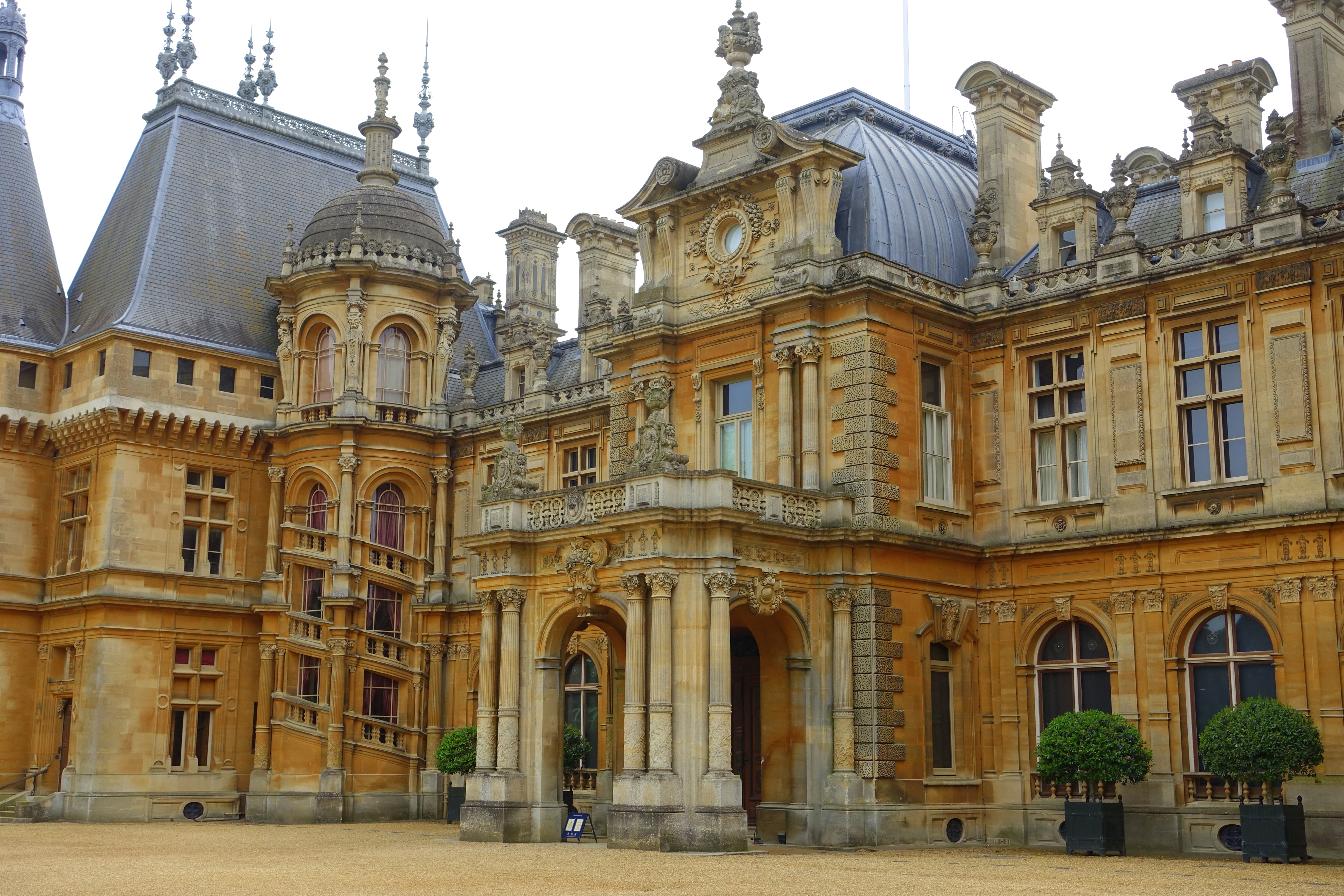
Entrée principale.

A sa mort en 1957, Jimmy de Rothschild lègue Waddesdon Manor, 120 acres (48,56227704 ha) de terrains et son contenu au National Trust, afin de préserver le domaine pour la postérité. C'est la plus grande dotation jamais reçue par le National Trust qui s'élève à 750 000 £. Dorothy déménage à Eythrope à proximité et le manoir n'est plus jamais été utilisé comme résidence. Il ouvre au public en 1959, avec environ 27 000 visiteurs la première année. Dorothy préside le nouveau comité de gestion en étroite collaboration avec le National Trust et s'intéresse vivement à Waddesdon durant le reste de sa longue vie.
À la mort de Dorothy, en 1989, son neveu Jacob Rothschild hérite de ses fonctions et de ses responsabilités. À son initiative, le manoir subit une importante restauration de 1990 à 1997 ; les attraits touristiques sont valorisés, avec notamment la création des Waddesdon Wine Cellars, une cave à vins issus de la collection de vins des Rothshilds.

### 1997–2019

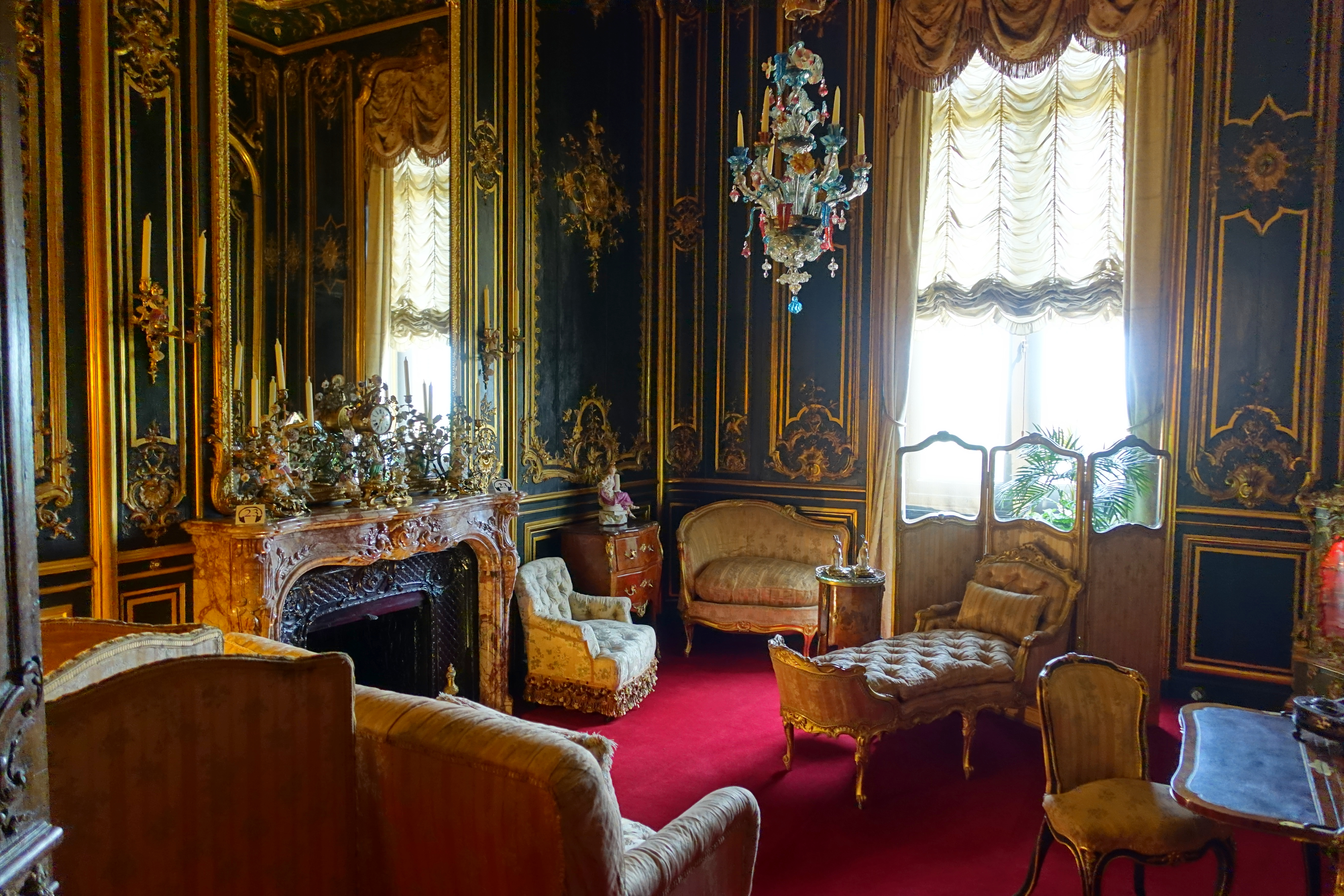
Green Boudoir (Boudoir Vert).

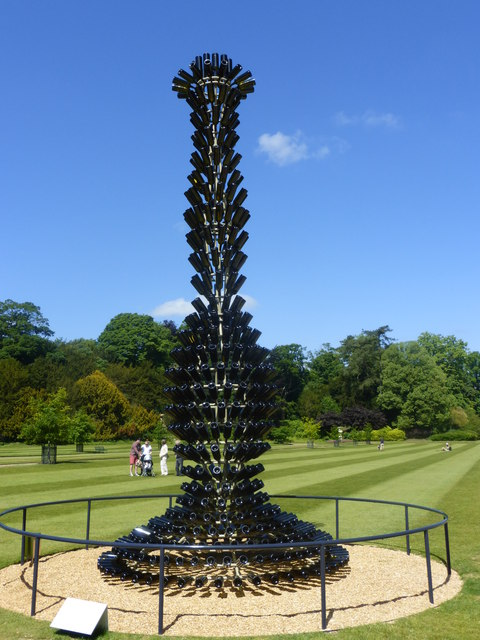
Joana Vasconcelos, Lafite.

Jacob Rothschild préside la fondation caritative familiale chargée de la gestion de Waddesdon, la Fondation Rothschild. Waddesdon Manor fonctionne comme une organisation indépendante au sein du National Trust.
Jacob Rothschild, 4e Lord Rothschild, a récemment été un grand bienfaiteur de Waddesdon Manor, à travers l'Alice Trust, une association caritative dirigée par la famille Rothschild. Dans un accord sans précédent, il reçoit en 1993 l'autorisation du National Trust de gérer Waddesdon Manor comme un domaine semi-indépendant. L'Alice Trust a également acquis des œuvres d'art pour compléter les collections existantes de Waddesdon, tels que Le Faiseur de Châteaux de Cartes de Jean Siméon Chardin, ajoutée en 2007. En 2007-2008, l'organisme de bienfaisance a un revenu brut de plus de 13 millions de livres sterling et des actifs de plus de 88 millions de livres.
De 2004 à 2006, la Chambre du Baron et le Boudoir Vert sont restaurés pour reproduire les aménagements originaux du baron Ferdinand. Le 10 juin 2003, un cambriolage est commis impliquant le Johnson Gang ; environ 100 inestimables tabatières en or françaises et bagatelles incrustées de joyaux sont volés dans la collection, ce qui incite à l'installation de nouvelles mesures de sécurité. Aucune d'entre elles n'a été récupérée intacte, même si des fragments de quelques-unes ont été trouvés au milieu de l'or fondu dans l'épave brûlée d'un véhicule à moteur à proximité du manoir. Ces objets irremplaçables, beaucoup incrustés de diamants, avaient appartenu, entre autres, à Marie-Antoinette d'Autriche et à Madame de Pompadour. En 2021, une petite bonbonnière issue de ce vol est identifiée dans une vente aux enchères et retournée à Waddesdon.
Un programme d'expositions existe depuis 2004. Les expositions notables incluent la mosaïque de Lod en 2014. Waddesdon célèbre le travail d'Henry Moore en 2015 et d'Eliot Hodgkin en 2019.
Un programme d'engagement avec des artistes contemporains existe également, à commencer par Angus Fairhurst représenté par Arnolfini en 2009. Des ouvrages ont été installés près du manoir et sur le domaine, notamment par Richard Long, Sarah Lucas et Angus Fairhurst. En 2012, Christie's choisit le manoir pour exposer des sculptures d'artistes contemporains de premier plan.
Entre 2013 et 2017, Bruce Munro effectue une résidence au Waddesdon Manor, en commençant par la pièce musicale et lumineuse Cantus Arcticus à la Coach House Gallery en 2013. Winter Light (2013), avec ses structures distinctives de type wigwam situées dans les jardins du manoir, est la première exposition solo de Munro de ses pièces à grande échelle ; Winter Light revient en 2016-2017. En 2014, Munro développe ses structures en forme de pod, ajoutant des éléments de langage dans Snow Code, montré dans le manoir. Dans . . . ---. . . SOS , l'exposition d'hiver de Munro de 2015-2016, des tentes sont illuminées au rythme du son, en réponse à des images de secours aux sinistrés.
En 2012, Edmund de Waal expose des œuvres dans le manoir, créant un dialogue entre son travail et les intérieurs historiques. En 2015, l'artiste Joana Vasconcelos est chargée d'installer deux sculptures intitulées Lafite devant la demeure. En 2016, Kate Malone expose une collection de nouvelles œuvres inspirées par les gens, les jardins, les collections et les archives. Deux portraits du Baron Ferdinand de Rothschild et d'Alice de Rothschild par Malone restent exposés au manoir.
En 2012, on annonça que Waddesdon Manor serait l'un des sites choisis pour le jubilé Woodlands, désigné par le Woodland Trust pour commémorer le jubilé de diamant d'Élisabeth II.

## Architecture

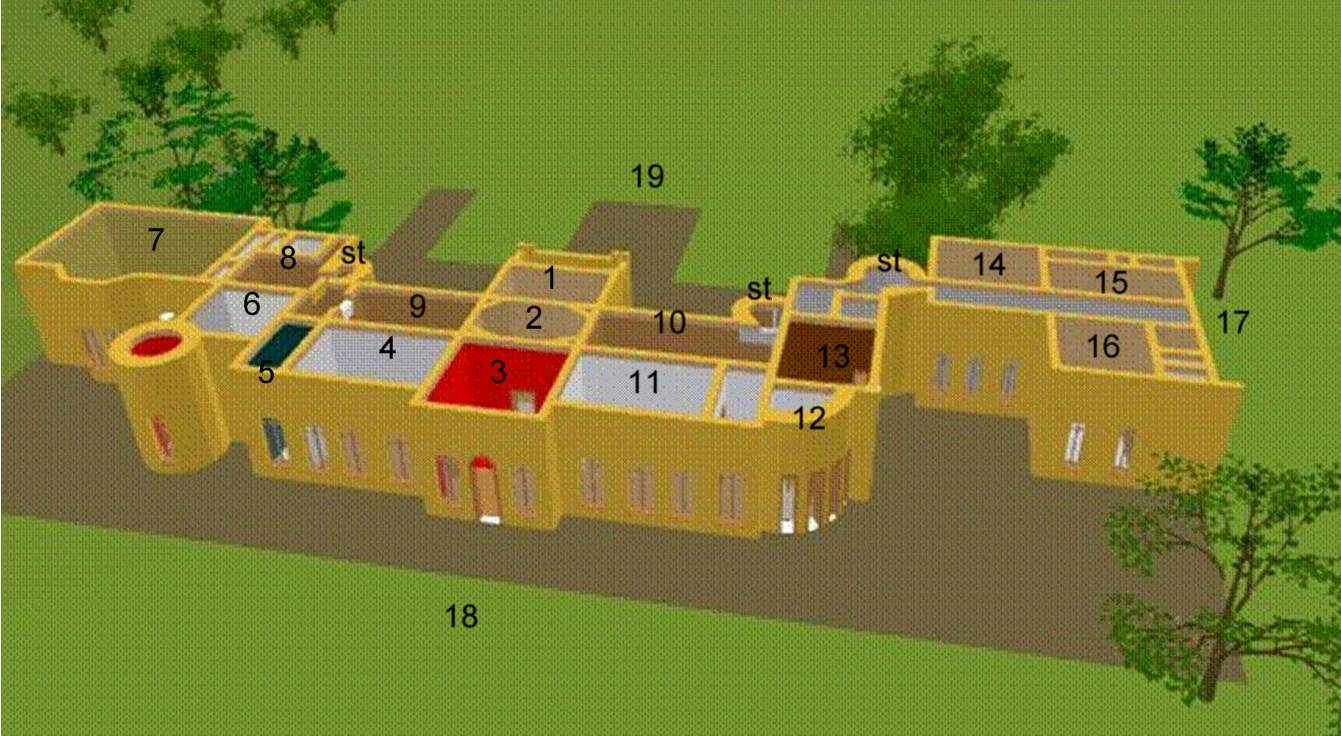
Plan du rez-de-chaussée du Waddeston. 1: Vestibule; 2: Hall d'entrée; 3: Red Drawing Room; 4: Grey Drawing Room; 5: Bibliothèque; 6: Salon du baron; 7: Morning Room; 8: West Hall; 9: West Gallery; 10: East Gallery; 11: Salle à manger; 12: Véranda; 13: Breakfast Room; 14: Cuisine; 15: Salle des domestiques; 16: Salles de la gouvernante; 17: Lieux réservés aux autres domestiques (non illustrés); 18: Terrasse et parterre; 19: North Drive.

Avant la construction de Waddesdon Manor, aucune maison n'existait sur le site. Ferdinand de Rothschild veut une maison dans le style des grands châteaux de la Renaissance du Val de Loire. Il choisit comme architecte Hippolyte Destailleur, qui est déjà habitué à travailler dans ce style, ayant supervisé la restauration de nombreux châteaux, en particulier celle du château de Mouchy. Il est édifié entre 1874 et 1889.
À travers la vision de Destailleur, Waddesdon incarne un style éclectique basé sur les châteaux tant admirés par son mécène, le baron Ferdinand, qui est aussi le style préféré des Rothschild et devient également connu comme le Goût Rothschild. Le château reprend des éléments de diverses constructions antérieures. Les tours de Waddesdon s'inspirent de celles du château de Maintenon, et les tours d'escalier jumelles, sur la façade nord, s'inspirent de la tour d'escalier du château de Chambord. Conformes au luxe inégalé de Waddesdon, les fenêtres des tours de Waddesdon sont vitrées, contrairement à celles de l'escalier de Chambord. Elles sont aussi beaucoup plus ornées.
La conception structurelle de Waddesdon n'est pas entièrement rétrospective. Les innovations les plus modernes de la fin du XIXe siècle se cachent à l'abri des regards dont une charpente en acier, qui récupère la tension des murs des étages supérieurs, et qui permet par conséquent de différencier complètement l'aménagement de ces étages de celui des étages inférieurs. La demeure dispose également d'eau courante chaude et froide dans ses salles de bains, du chauffage central et d'un système de sonnette électrique pour appeler les nombreux domestiques. L'entrepreneur est Edward Conder & Son. Elle est d'ailleurs source d'inspiration pour les architectes qui construisirent le château de Trévarez en France.
Après l'achèvement du château en 1883, Ferdinand décide rapidement qu'il est trop petit, comme l'avait prophétisé son architecte. La Bachelors' Wing (aile des célibataires) à l'est est agrandie après 1885 et la Morning Room (salle du matin), construite dans un style gothique tardif, est ajoutée à l'ouest après 1888.
Les écuries à l'ouest du manoir sont construites en 1884. Ferdinand et son écuyer conçoivent le plan en collaboration avec Josiah Conder. Destailleur a conçu les façades dans un style français du XVIIe siècle.

### Caves à vin

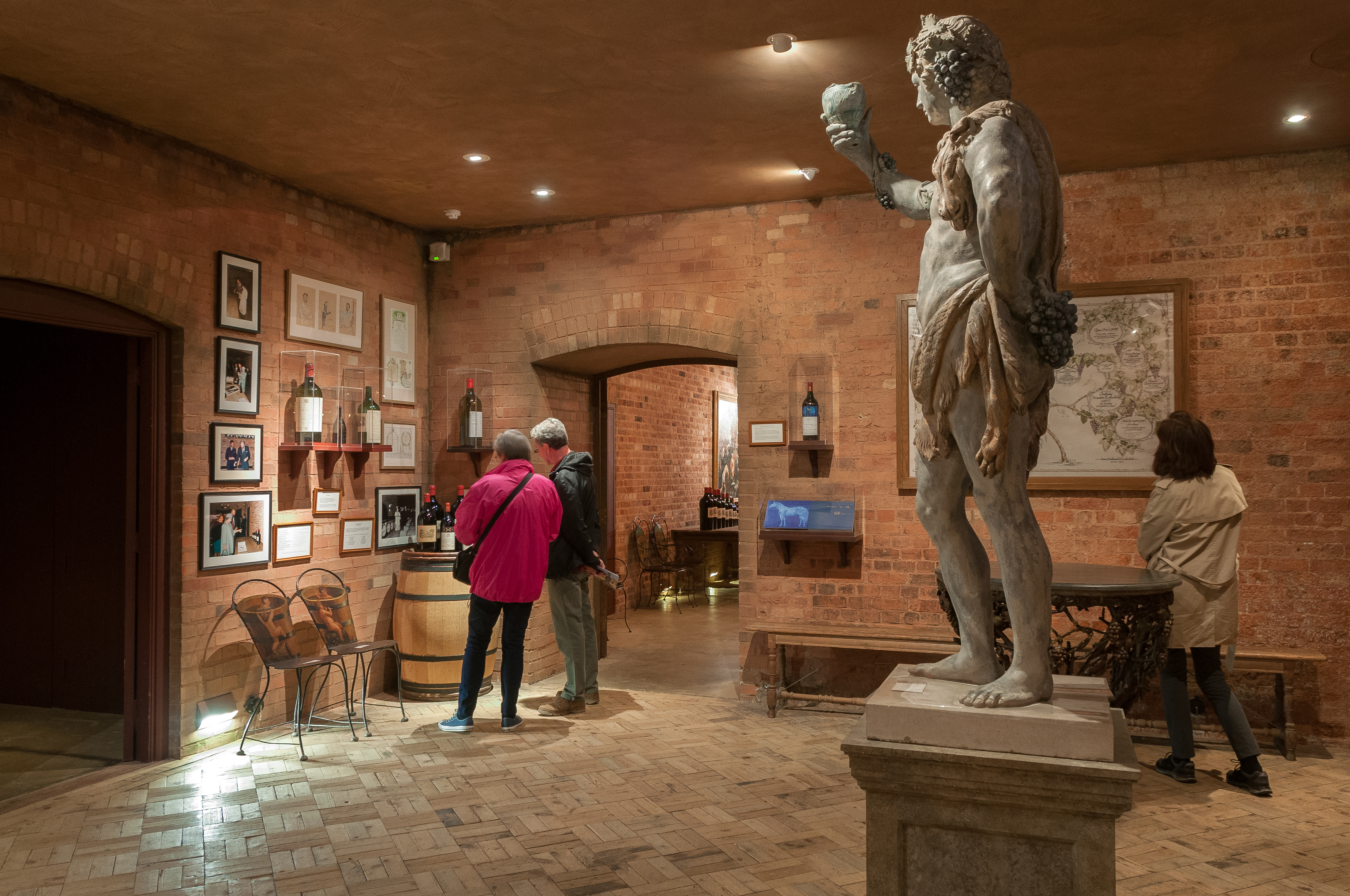
Caves à vin.

Les caves du manoir sont créées lors de la restauration du centenaire et ouvertes en 1994. Elles sont calquées sur les caves particulières du Château Lafite Rothschild. Plus de 15 000 bouteilles sont stockées dans les caves, âgées d'environ 150 ans, la majorité provenant des domaines Château Lafite Rothschild et Château Mouton Rothschild. C'est la plus grande collection privée de vins Rothschild au monde. Des étiquettes de vin ont été conçues par des artistes tels que Salvador Dalí et Andy Warhol.

## Collections

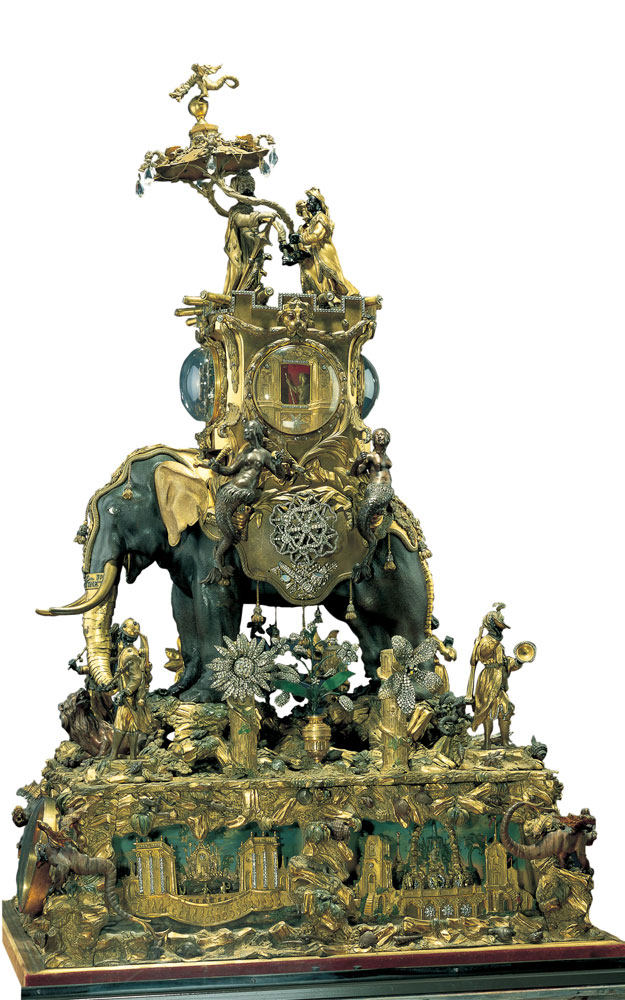
Eléphant automate.

Une fois son château terminé, le baron Ferdinand y installe ses vastes collections de portraits anglais du XVIIIe siècle par des artistes comme Thomas Gainsborough et Joshua Reynolds, ainsi que des boiseries françaises du XVIIIe siècle, des tapis de la manufacture de la Savonnerie, des Gobelins et des tapisseries de la manufacture de Beauvais, des meubles, des céramiques de Sèvres, des livres, des peintures et trésors de la Renaissance. Les œuvres sont acquises pour leur qualité et leur provenance, en particulier celles appartenant à la royauté française. L'un des points forts de la collection est l'extraordinaire éléphant automate musical, datant de 1774, réalisé par l'horloger français H Martinet.
Sur les dix exemples survivants du vase pot-pourri de Sèvres en forme de navire des années 1760, trois sont à Waddesdon, dont un avec une scène très rare d'une bataille de la guerre de Sept Ans.
Dans les années 1890, le baron Ferdinand se concentre sur la collection Renaissance pour son petit musée dans le nouveau fumoir. Cette collection a été léguée au British Museum et est maintenant connue sous le nom de Waddesdon Bequest (legs Waddesdon).
L'intérieur de Waddesdon Manor est photographié en 1897 pour l'édition privée du baron Ferdinand, The Red Book.
Les membres suivants de la famille ajoutent des collections remarquables de peintures, d'émaux de Limoges, d'armes et d'armures, de majolique, de manuscrits, d'estampes et de dessins. La collection de renommée internationale de Waddesdon est ainsi constituée principalement par quatre membres de la famille Rothschild : le baron Ferdinand de Rothschild (1839-1898), sa sœur Alice de Rothschild (1847-1922), leur cousin Edmond de Rothschild (1845-1934) et l'actuel Lord Jacob Rothschild (né en 1936).

## Jardins

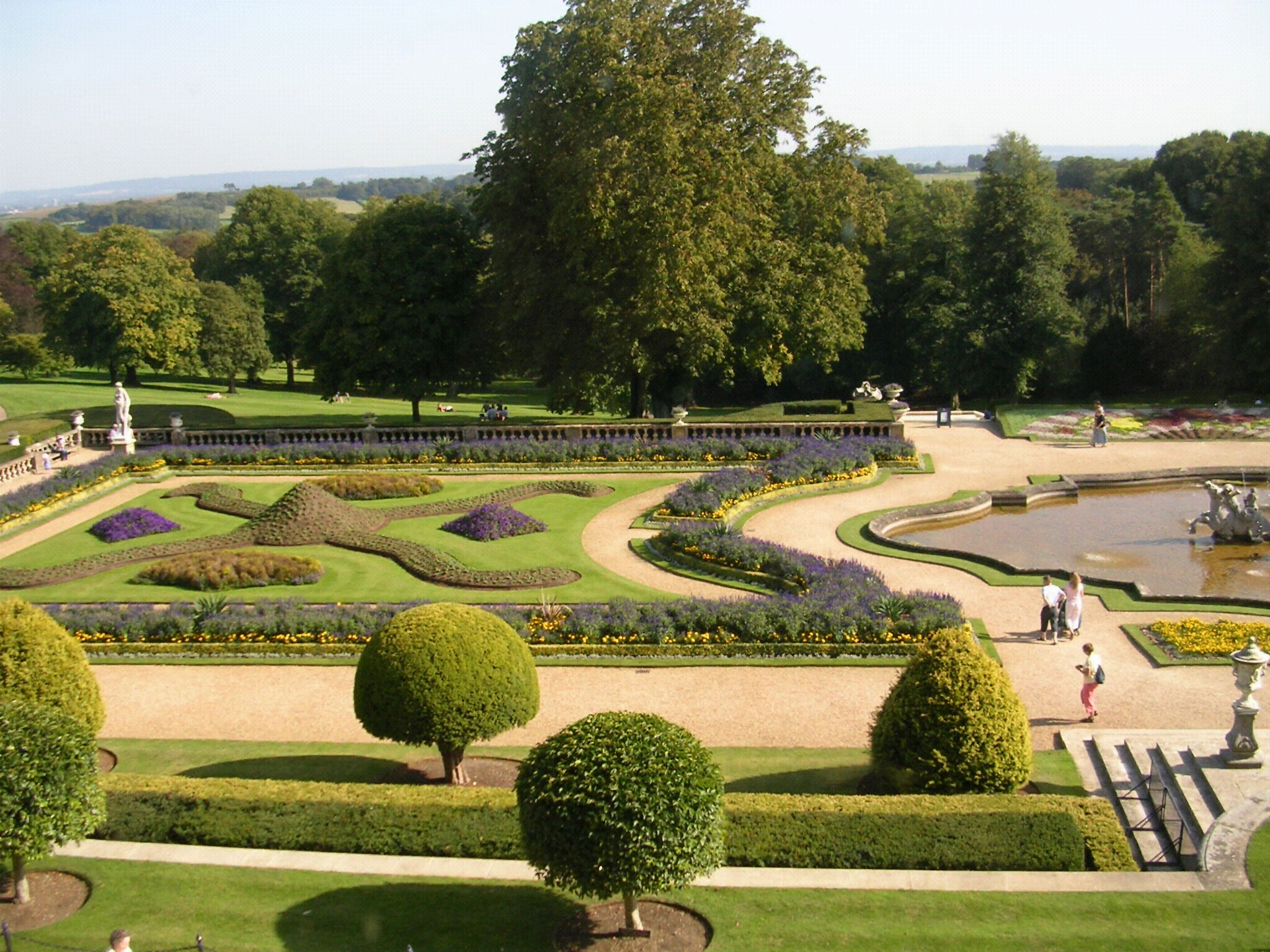
Parterre.

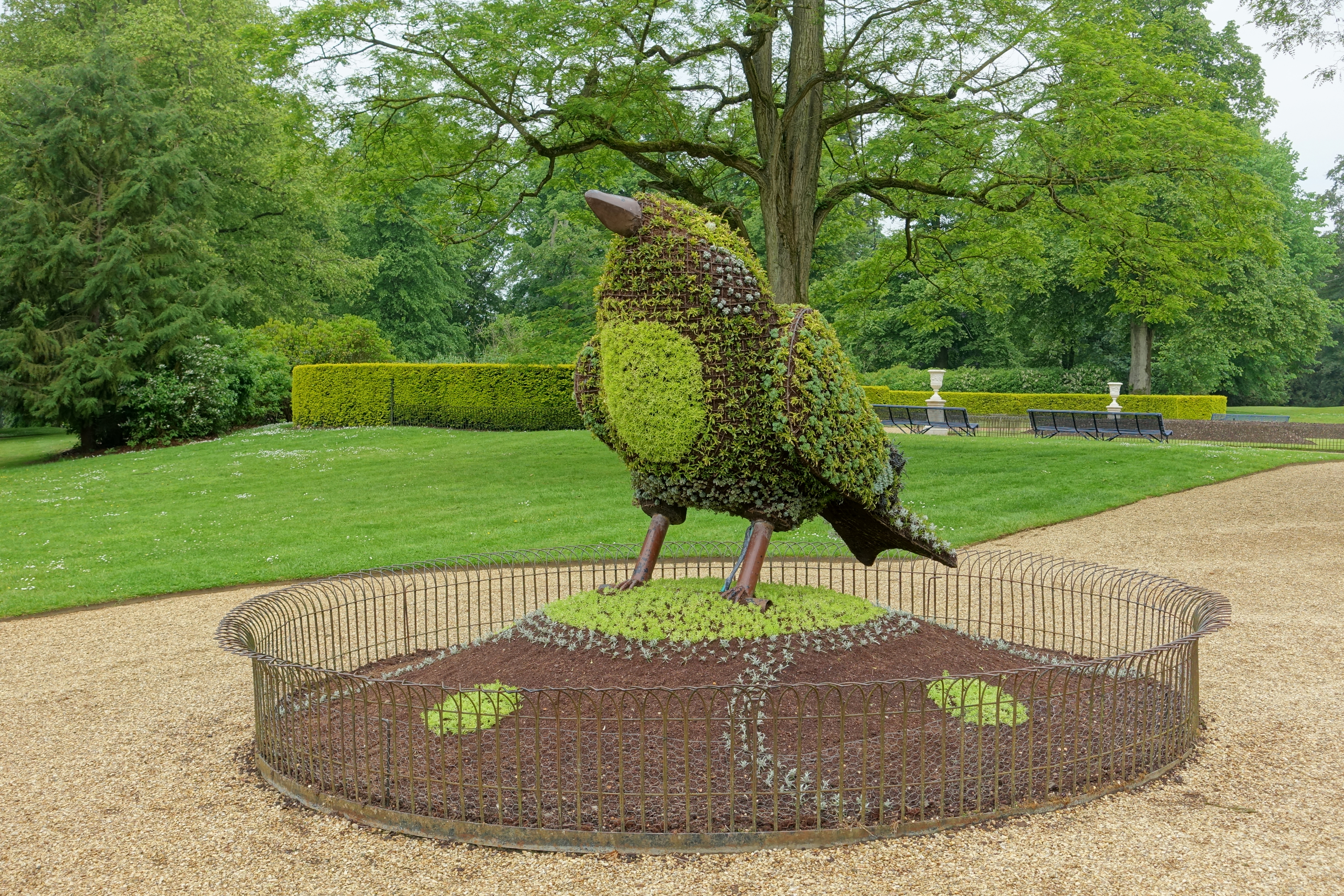
Sculpture végétale en forme d'oiseau.

Le baron Ferdinand veut un jardin pour divertir ses invités lors de ses fêtes du week-end. Pour faire les jardins, un vaste aménagement paysager de la colline est réalisé, y compris le nivellement du sommet de celle-ci et l'ajout de statues, pavillons et d'une volière. Les jardins et le parc paysager sont aménagés par le paysagiste français Élie Lainé. On tente de transplanter des arbres adultes en chloroformant leurs racines pour limiter le choc. Bien que cette idée novatrice échoue, de nombreux très grands arbres sont transplantés avec succès. Des plates-bandes élaborées sont plantées, principalement dans le parterre sud. Plusieurs formations rocheuses artificielles sont créées par James Pulham, notamment pour abriter des bouquetins et des lamas, faisant partie du parc zoologique de Ferdinand. Au total, la création du jardin a coûté 153 000 £, ce qui, en 2015, en termes de salaire moyen de l'époque, équivaut à 68,8 millions de £.
Après la mort de son frère, Alice y apporte le soin qu'elle avait pris avec son jardin à Eythrope à Waddesdon. Alice est une jardinière passionnée avec une bonne compréhension des fleurs et des plantes; elle se promene souvent et désherbe les chemins. Avec son jardinier en chef, George Frederick Johnson qui travaille à Waddesdon de 1905 à 1954, Alice cultive des fleurs pour la compétition. Elle est responsable de l'introduction de la sculpture végétale en forme d'oiseau, recréée aujourd'hui dans les jardins.
Sous Jimmy, les jardins sont moins impressionnants. Le parterre sud est enherbé dans les années 1930. Il est replanté avec des fleurs pour l'ouverture de la maison sous le National Trust en 1959.
Dans le cadre de la restauration des années 1990, Beth Rothschild dirige une équipe qui réintroduit la palette de couleurs d'arbres, d'arbustes et de plantes à massifs de Ferdinand. Les plates-bandes sont désormais conçus sur ordinateur permettant une mise en place rapide des plans. Les modèles changent chaque année pour se reférer à différents thèmes.
Les jardins sont classés Grade I dans le registre des parcs et jardins historiques.

### Arbres

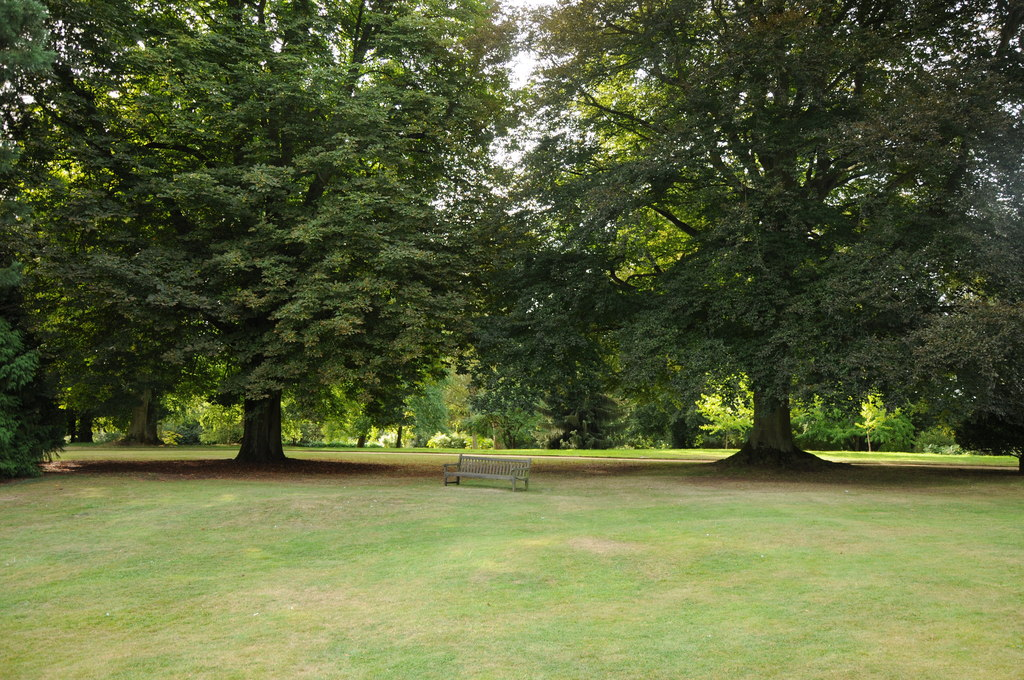
Lodge Hill.

Bien que les arbres ne soient pas d'un grand âge, il existe de nombreux spécimens d'arbres à feuilles caduques et de conifères qui ont maintenant atteint la maturité créant l'effet désiré dans le paysage de Waddesdon. Certains de ces arbres ont été plantés dans les années 1870 ; la responsabilité en incombe à William Barron dont le travail consistait à transplanter des arbres de la campagne environnante pour donner au terrain de Waddesdon un sentiment de maturité, en créant des panoramas et des points focaux sous les instructions d'Élie Lainé.
Les arbres à feuilles caduques ont été sélectionnés pour leur forme, leur floraison et leur gamme de couleurs automnales, les conifères pour leur nature persistante, leurs cônes et leurs baies. Aujourd'hui, il existe de nombreuses espèces telles que les châtaigniers, les tilleuls et les érables ainsi que les ifs, les cèdres et les séquoias.
Depuis l'époque du baron Ferdinand jusqu'à aujourd'hui, des visiteurs de marque ont été invités à planter des arbres commémoratifs. La reine Victoria, le roi Édouard VII, le roi George V et la reine Mary ont été les premiers visiteurs royaux. Plus récemment, Charles III (roi du Royaume-Uni), alors prince de Galles, et les premiers ministres Sir John Major et Tony Blair ont également planté des arbres.

### Sculptures

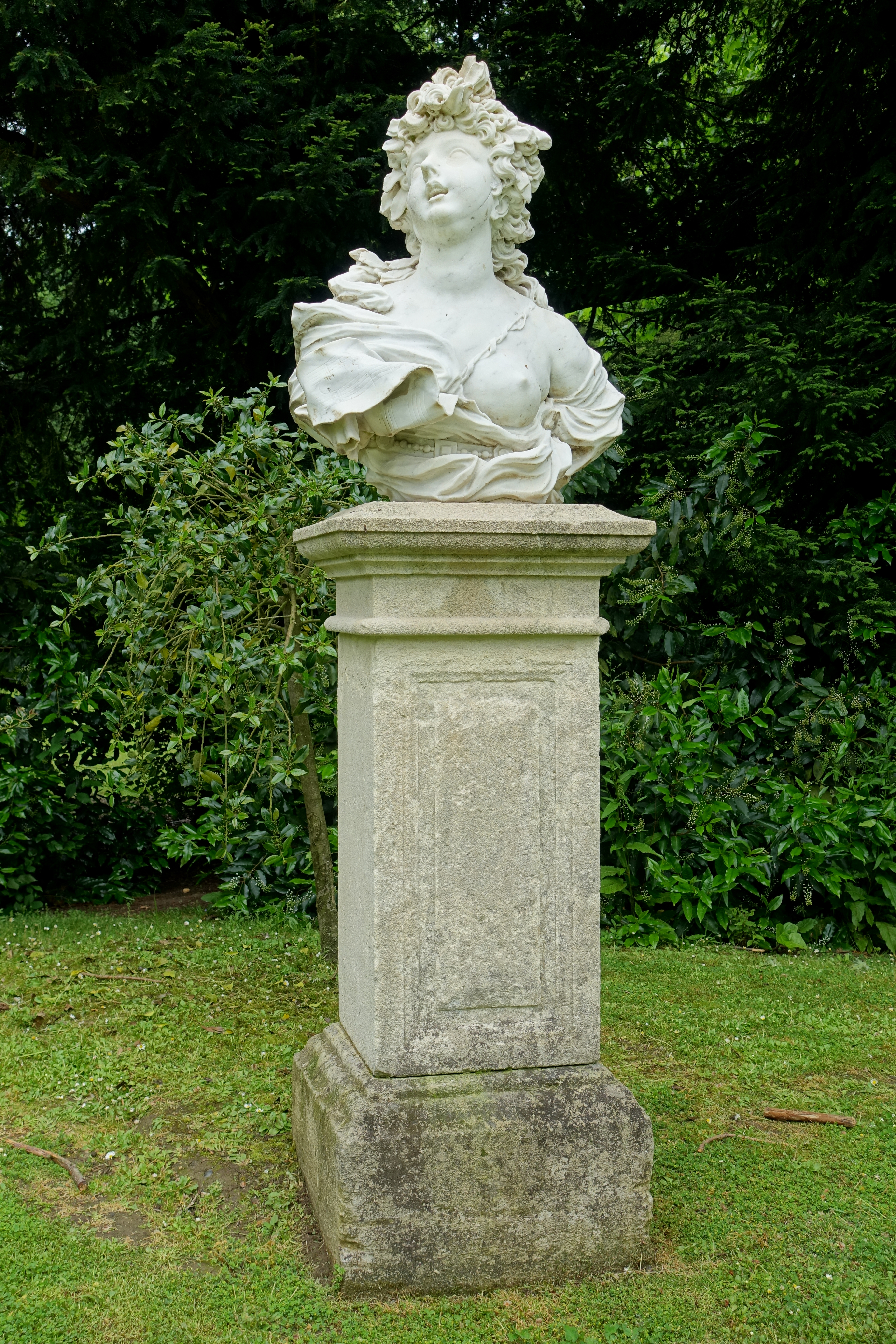
Filippo Parodi, Érato, début XVIIe siècle.

Le baron Ferdinand de Rothschild a acquis de nombreuses belles statues et fontaines pour ajouter de l'intérêt aux jardins. Son amour des pièces italiennes du XVIIIe siècle en est une caractéristique notable. Les fontaines au nord et au sud de la maison comprennent des sculptures de Pluton, de Proserpine, de tritons et de néréides réalisées à l'origine par Giuliano Mozani vers 1720 pour le Palazzo Ducale (Colorno), le palais des ducs de Parme en Italie du Nord. Un buste de la muse Érato a été récemment attribué à Filippo Parodi.
Un bel exemple de sculpture française du début du XVIIIe siècle est situé près de la Volière avec Apollon de Jean Raon (1699), associé à une commande au château de Versailles. Il y a aussi des vases hollandais dans le style d'Albert Jansz Vinckenbrinck et des sculptures de Jan van Logteren, ces dernières étaient à l'origine exposés à Aston Clinton House.
La sculpture en forme de tombe de Stephen Cox Interior Space: Terra degli Etruschi a été installée à l'extrémité de la promenade du baron. Les noms des Rothschild qui ont construit et entretenu Waddesdon sont inscrits sur une dalle de marbre à proximité.
Dans le jardin contemporain, la sculpture d'un cheval et d'un chariot, réalisée par l'un des Young British Artists, Sarah Lucas, représente un cheval de trait grandeur nature appartenant à la race des Suffolk Punch, tirant un chariot rempli de courges. Un œuvre d'Angus Fairhurst est également exposée dans les jardins.

### Volière

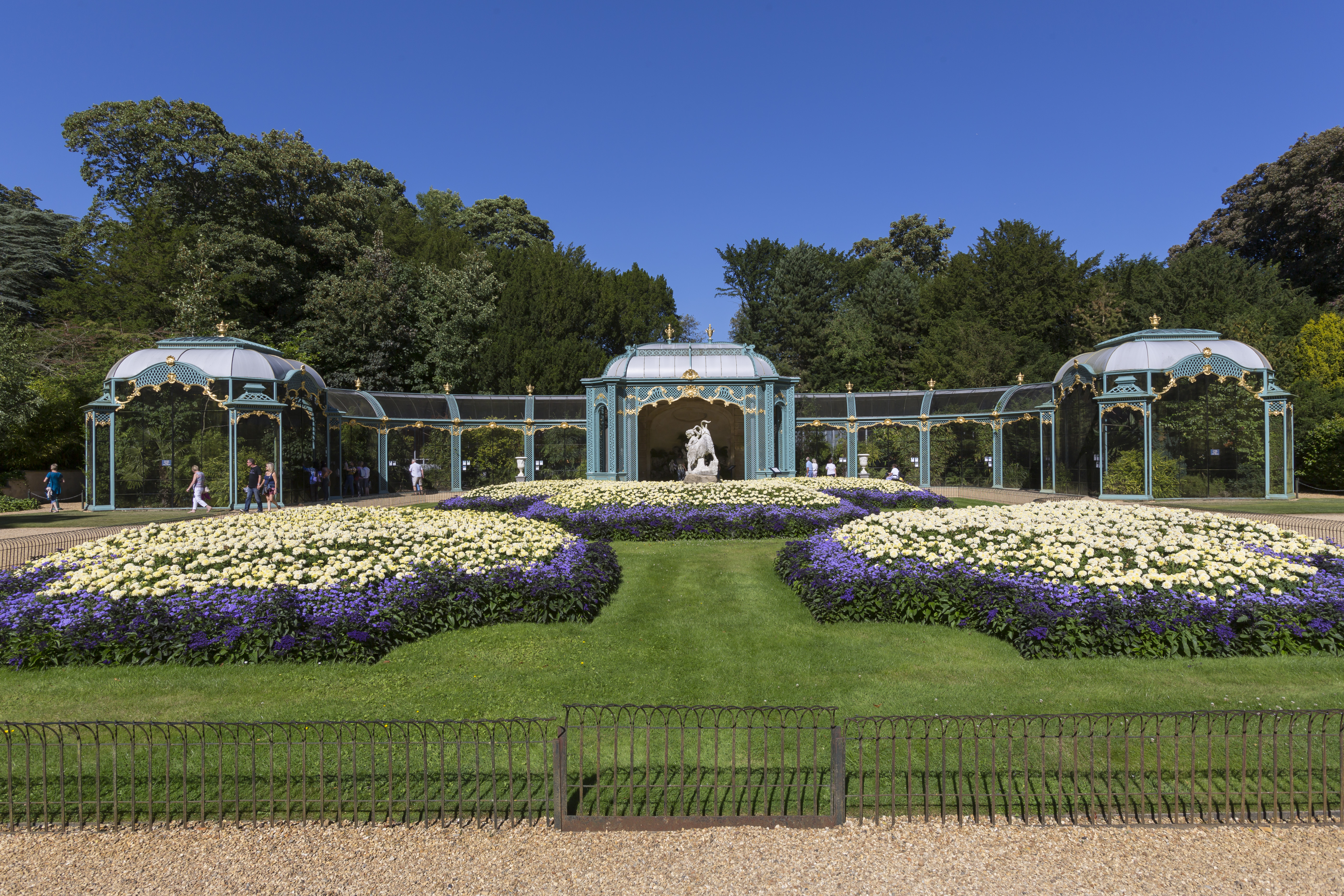
Volière.

Le baron Ferdinand de Rothschild crée également une volière en fonte, inspirée des pavillons du XVIIIe siècle du château de Versailles et du château de Chantilly, ainsi que de sa maison d'enfance à Grünburg. Elle est achevée en 1889. Comme d'autres membres de sa famille, comme Lionel Walter Rothschild, Ferdinand est également un passionné d'animaux. Il remplit la volière d'oiseaux exotiques et aime les nourrir pour ses invités.
La peinture et la dorure de la volière ont été restaurées en 2003 et abritent désormais des espèces en voie de disparition avec un accent sur les programmes d'élevage.

## Domaine
À l'époque de Ferdinand, il existait un grand potager et de vastes serres où l'on cultivait des fruits et des fleurs, y compris les orchidées bien-aimées de Ferdinand, près du jardin d'eau de la laiterie qui a des formations rocheuses élaborées par James Pulham. Dans le cadre des divertissements de la journée, les invités de Ferdinand étaient emmenés à la laiterie d'agrément pour goûter au lait de vaches qui portaient des insignes en porcelaine de Saxe.
Une propriété annexe située à proximité, le Pavillon d'Eythrope, a été construite pour Alice de Rothschild par l'architecte George Devey. Il devint la maison de la veuve de James de Rothschild, Dorothy de Rothschild. Eythrope et le reste du domaine Waddesdon sont encore aujourd'hui la propriété de son héritier, le 4e Lord Rothschild.
Ces dernières années, des commandes à des architectes contemporains ont eu lieu sur le domaine plus large. Windmill Hill Archive (2011) a été conçu par Stephen Marshall, Flint House (2015) par Skene Catling de la Peña, qui a remporté le RIBA House of the Year en 2015.

## Films et télévision
De nombreux films ont été tournés au Waddesdon Manor, dont le film Carry On Don't Lose Your Head (1966) ; Jamais plus jamais (1983) ; Un mari idéal (1999) ; La Famille indienne (2001) ; Les Dames de Cornouailles (2004) ; Ripley et les Ombres (2005) ; The Queen (2006) ; La Momie : La Tombe de l'Empereur Dragon (2008) ; Sherlock Holmes : Jeu d'ombres (2011) ; Les Jardins du roi (2014) ; Docteur Frankenstein (2015) ; Un traître idéal (2016) ; Infiltrator (2016).
Waddesdon Manor a également été utilisé comme lieu de tournage pour un certain nombre de programmes télévisés dont Howards 'Way (1985), Downton Abbey (2011), Agatha Christie : Dix Petits Nègres BBC One (2015), The Crown (2016), Les Enquêtes de Morse.